# Pseudoyersinia canariensis
Espèce
Statut de conservation UICN

 EN B1ab(iii,iv,v)+2ab(iii,iv,v) : En danger
Pseudoyersinia canariensis est une espèce d'insectes de la famille des Mantidae,.

## Répartition
Cette espèce est endémique des îles Canaries en Espagne,,.

## Étymologie
Son nom d'espèce, composé de canari[es] et du suffixe latin -ensis, « qui vit dans, qui habite », lui a été donné en référence au lieu de sa découverte, les îles Canaries.

## Publication originale
- Chopard, 1942 :  Insectes Orthoptéroides (Blattidae, Mantidae, Gryllidae, Phasmidae,. Dermaptera) récoltés dans les îles atlantiques. Societas Scientiarum Commentationes Biologicae, vol. 8, no 4, p. 1-13.